# Louteridium tamaulipense
Louteridium tamaulipense är en akantusväxtart som beskrevs av A. Richardson. Louteridium tamaulipense ingår i släktet Louteridium och familjen akantusväxter. Inga underarter finns listade i Catalogue of Life.